# Txapàieve (Krasnogvardiske)
|  | Per a altres significats, vegeu «Txapàievo». |

Txapàieve (en (ucraïnès): Чапаєве, en rus: Чапаево) és un poble de la República Autònoma de Crimea a Ucraïna, que el 2014 tenia 249 habitants. Pertany al districte de Krasnogvardiske.